# Аріарат IX
Аріарат IX Євсевій Філопатор (дав.-гр. Ἀριαράθης Εὐσεβής Φιλοπάτωρ; д/н —87 до н. е.) — цар Каппадокії у 96—95, 93—92, 89—87 до н. е.

## Життєпис
Походив з династії Мітрідатідів. Син Мітрідата VI, царя Понту. Останній у 101 році до н. е. наказав вбити Аріарата VII, царя Каппадокії. За цим спробував посадити на трон свого сина, але проти цього виступила каппадокійська знать. Тому царем став брат Аріарата VII — Аріарат VIII. Після смерті (або вбивства) каппадокійського царя Аріарата VIII, понтійський цар 96 року до н. е. поставив свого сина новим володарем Каппадокії як Аріарата IX.
Через малолітство фактична влада у царстві належала регенту Гордію, що був вірним слугою Мітрідата VI. У 95 році до н. е. римляни повалили Аріарата IX, поставивши Аріобарзана I. Але у 93 році до н. е. Гордій за допомогою понтійських та вірменських військ повалив Аріобарзана I. Втім у 92 році до н. е. Аріарата IX було повалено вдруге.
У 89 році до н. е. з початком Першої Мітрідатової війни понтійські війська зайняли Каппадокії та третє поставили тамтешній царем Аріарата IX. Втім фактичну владу зберіг Гордій. У 87 році до н. е. Аріарат IX раптово помер.